# Banba Corona
Banba Corona est une corona, formation géologique en forme de couronne, située sur la planète Vénus par -47,2° S et 209,2° E. Elle est localisée dans le quadrangle d'Isabella. Elle a été nommée en référence à Banba, déesse irlandaise de la Terre. 

## Géographie et géologie
Banba Corona couvre une surface circulaire d'environ 110 km de diamètre. 